# Чемпіонат України з футболу серед жінок 2018—2019: вища ліга
Чемпіонат вищої ліги України з футболу 2018/2019 року серед жінок — 28-й чемпіонат вищої ліги України з футболу, що проводився серед жіночих колективів.

## Команди

### Зміни команд
| Підвищилися з Першої ліги 2017–18 | Вибули з Вищої ліги 2017–18                                 |
| --------------------------------- | ----------------------------------------------------------- |
| «Восход» (Стара Маячка) «Львів»   | «Легенда-ШВСМ» (Чернігів) (розформована) «Атекс-СДЮШОР №16» |

### Стадіони
| Команда            | Місто                | Домашній стадіон     | Місткість |
| ------------------ | -------------------- | -------------------- | --------- |
| «Ятрань»           | Уманський район      | Центральний районний | 1,600     |
| «Єдність»          | Плиски               | «Єдність»            | 1,500     |
| «Ладомир»          | Володимир-Волинський | «Олімп»              | 2,000+    |
| «Львів»            | Новояворівськ        | ім. Олега Русина     |           |
| «Пантери»          | Умань                | «Уманьфермаш»        |           |
| «Злагода-Дніпро-1» | Дніпро               | «Молодіжний»         |           |
| «Родина»           | Березне              | «Колос»              | 3,000     |
| «Восход»           | Берислав             | «Машинобудівник»     |           |
| «Житлобуд-1»       | Люботин              | «Олімпієць»          |           |
| Житлобуд-2         | Харків               | «Сонячний»           | 4,924     |

## Турнірна таблиця
| М  | Команда              | І  | В  | Н | П  | РМ     | О  |
| -- | -------------------- | -- | -- | - | -- | ------ | -- |
|    | «Житлобуд-1»         | 18 | 18 | 0 | 0  | 110−1  | 54 |
|    | «Житлобуд-2»         | 18 | 16 | 0 | 2  | 115−6  | 48 |
|    | «Восход»             | 18 | 10 | 2 | 6  | 31−31  | 32 |
| 4  | «Львів»              | 18 | 9  | 2 | 7  | 39−38  | 29 |
| 5  | «Єдність»            | 18 | 9  | 2 | 7  | 39−35  | 29 |
| 6  | «Ладомир»            | 18 | 7  | 1 | 10 | 24−45  | 22 |
| 7  | «Ятрань-Берестівець» | 18 | 4  | 5 | 9  | 16−215 | 17 |
| 8  | «Родина-Ліцей»       | 18 | 4  | 2 | 12 | 14−59  | 14 |
| 9  | «Пантери»            | 18 | 3  | 1 | 14 | 14−83  | 10 |
| 10 | «Злагода-Дніпро-1»   | 18 | 2  | 1 | 15 | 18−97  | 4  |

Позначення:

### Результати
| Команда                          | «IAT» | IED | LAD  | LVI | PAN  | «ZD1» | ROD» (Костопіль) | VSM | ZH1  | ZH2 |
| -------------------------------- | ----- | --- | ---- | --- | ---- | ----- | ---------------- | --- | ---- | --- |
| «Ятрань-Берестівець»             | —     | 0–1 | 3–2  | 0–0 | 1–1  | 1–1   | 0–0              | 0–2 | 0–2  | 0–5 |
| «Єдність» (Плиски)               | 0–0   | —   | 4–1  | 1–1 | 4–0  | 3–2   | 2–0              | 1–2 | 1–3  | 1–7 |
| «Ладомир» (Володимир-Волинський) | 1–0   | 3–2 | —    | 2–1 | 3–0  | 4–2   | 2–0              | 1–1 | 0–1  | 0–6 |
| «Львів»                          | 1–0   | 4–2 | 2–0  | —   | 7–1  | 1–2   | 2–0              | 5–1 | 0–6  | 2–5 |
| «Пантери» (Умань)                | 0–5   | 0–3 | 1–0  | 0–6 | —    | 2–1   | 1–2              | 1–3 | 0–12 | 0–7 |
| «Злагода-Дніпро-1»               | 0–4   | 0–8 | 4–1  | 2–3 | 3–6  | —     | 0–6              | -:+ | 0–15 | -:+ |
| Родина-Ліцей» (Костопіль)        | 0–2   | 0–5 | 0–3  | 0–3 | 3–1  | 2–1   | —                | 1–1 | 0–7  | 0–9 |
| «Восход» (Стара Маячка)          | 1–0   | 0–1 | 3–0  | 2–1 | 2–0  | 8–0   | 2–0              | —   | 0–4  | 0–4 |
| «Житлобуд-1» (Харків)            | 3–0   | 7–0 | 11–0 | 7–0 | 8–0  | 8–0   | 11–0             | 3–0 | —    | 1–0 |
| «Житлобуд-2» (Харків)            | 5–0   | 5–0 | 4–1  | 7–0 | 13–0 | 19–0  | 7–0              | 9–0 | 0–1  | —   |

## Найкращі бомбардири
Станом на 1 червня 2019
| Місце | Гравець                   | Клуб                    | Голи   |
| ----- | ------------------------- | ----------------------- | ------ |
| 1     | Овдійчук Ольга Вікторівна | «Житлобуд-1» (Харків)   | 30 (3) |
| 2     | Яна Калініна              | «Житлобуд-2» (Харків)   | 22     |
| 3     | Тетяна Полюхович          | «Житлобуд-2» (Харків)   | 20 (7) |
| 4     | Яна Малахова              | «Житлобуд-2» (Харків)   | 19     |
| 5     | Вероніка Андрухів         | «Житлобуд-2» (Харків)   | 18     |
| 6     | Дарина Апанащенко         | «Житлобуд-1» (Харків)   | 17 (1) |
| 7     | Юлія Шевчук               | «Житлобуд-1» (Харків)   | 13     |
| 8     | Ганна Мозольська          | «Житлобуд-1» (Харків)   | 11     |
| 9     | Аліна Скидан              | «Єдність» (Плиски)      | 10 (2) |
| 9     | Юлія Стець                | «Восход» (Стара Маячка) | 10 (2) |

## Плей-оф на вибування
Жеребкування плей-оф на вибування відбулося 13 червня 2019 року.
| Команда 1    | Заг. | Команда 2          | 1-й матч | 2-й матч |
| ------------ | ---- | ------------------ | -------- | -------- |
| СК «Вишневе» | т.п. | «Злагода-Дніпро-1» |          |          |

«Злагода-Дніпро-1» здобув технічну перемогу та отримав право виступати в Вищій лізі України. СК «Вишневе» знався з чемпіонату. Згодом СК «Дніпро-1» поінформував Українську асоціацію футболу, що жіноча команда клубу наступного сезону не виступатиме.